# ビーチボーイズ ORIGINAL SOUNDTRACK
『ビーチボーイズ ORIGINAL SOUNDTRACK』（ - オリジナル サウンドトラック）は、1997年8月13日に発売された同名テレビドラマのサウンドトラックCD。音楽担当は武部聡志。発売元はマーキュリー・ミュージックエンタテインメント。規格品番：PHCL-5073。

## 解説
一般的に "月9" 呼ばれるフジテレビ系月曜9時枠で放送されたテレビドラマ『ビーチボーイズ』の劇中で使用された音楽を収録した劇伴音楽CD。
CD帯のコピー：この1枚…、君は海が見たくなる。
CDレーベルは、水色を背景に「Beach Boys」というドラマのロゴが描かれている。ドラマ主題歌は反町隆史 with Richie Samboraが歌った、「Forever」（1997/7/30発売：PHDL-1100）。このオリジナル・ヴォーカルバージョンは本アルバムに収録されていないが、メロディが様々にアレンジされている。
季節に限らず本サントラ盤収録の楽曲は、情報番組などテレビのBGMで使用されることが多々ある。たとえば、夕方の民放ニュース番組内の特集コーナー・時事なごみネタコーナーなど。
発売から約1ヵ月後、第2弾が発売された。詳細は『ビーチボーイズ ORIGINAL SOUNDTRACK II』（PHCL-5078）参照のこと。

## 収録曲
1. Forever（Chorus Version）（1:27） 
  - 作曲: 都志見隆 、編曲: 武部聡志
2. Hold Me Tight（2:17） 
  - 作曲・編曲: 武部聡志
3. On the Beach（2:54） 
  - 作曲・編曲: 武部聡志
4. In The Deep（2:34） 
  - 作曲: 鳥山雄司・武部聡志 、編曲: 武部聡志
5. SING A LOVE SONG FOR ME（4:17） 
  - 作詞: Jim Steele 、作曲・編曲: 武部聡志
  - Vocals: YUKO☆Y[3]
6. Forever 1970（2:32）
  - 作曲: 都志見隆 、編曲: 武部聡志
7. walking in the Sunshine（3:15） 
  - 作詞: Bill DeMain 、作曲: YUKO☆Y 、編曲: 武部聡志
  - Vocals: YUKO☆Y[3]
  - サウンドトラック第2弾CDには、別テイク・ヴァージョンが収録されている。
8. The sound of the sea （Acoustic Version）（2:22） 
  - 作曲・編曲: 武部聡志
  - 月9の劇判ベスト『月9 オリジナルサウンドトラック ベストセレクション[4]』に収録されている。
9. Bright Lights Big City（3:34） 
  - 作曲・編曲: 武部聡志
10. Good Luck & Good-bye（2:37） 
  - 作曲・編曲: 武部聡志
  - ほぼピアノのみで演奏される楽曲。
11. The sound of the sea（2:32） 
  - 作曲・編曲: 武部聡志
12. Wipe Out（2:21） 
  - 作曲: 鳥山雄司・武部聡志 、編曲: 武部聡志
13. Forever (Piano Version）（1:50） 
  - 作曲: 都志見隆 、編曲: 武部聡志
14. Friends（2:18） 
  - 作曲・編曲: 武部聡志
15. Fly Like A Mountain Bird（2:43） 
  - 作曲: 鳥山雄司・武部聡志 、編曲: 武部聡志
16. Forever （Chorus Vesrion）（2:08） 
  - 作曲: 都志見隆 、編曲: 武部聡志
  - イントロとアウトロに、波音が挿入されている。

## 参加ミュージシャン
- Drums: 青山純 - M-2・6・14
- Bass: 伊藤広規 - M-2・6・14
- key,piano: 武部聡志 - M-4・7・12
- Guitar: 鳥山雄司 - M-2・3・4・6・7・8・9・11・12・14・15
- Percussion: 木村誠 - M-2・6・14
- S.Sax: 竹上良成 - M-9
- Chorus: 楠瀬誠志郎 - M-1・2・3・14・16
- Chorus: 比山貴咏史 - M-1・2・3・9・14・16
- Chorus: 木戸やすひろ - M-1・2・3・9・14・16

## 関連人物
- 反町隆史
- 竹野内豊
- 広末涼子
- マイク真木
- 稲森いずみ